# William DeVaughn
William DeVaughn (* 28. November 1947 in Washington, D.C.) ist ein US-amerikanischer Sänger, Songwriter und Gitarrist, der in seinem Stil stark an Curtis Mayfield erinnert. Berühmt wurde er durch seinen Hit Be Thankful for What You Got (1974).

## Leben
DeVaughn arbeitete als Verwaltungsangestellter und nebenberuflich als Unterhaltungskünstler. Für die Aufnahme von Be Thankful for What You Got bezahlte er das Omega Studio in Philadelphia. An der Aufnahmesession nahm auch die Phillysound-Gruppe MFSB teil. Der Besitzer des Omega Studios, Frank Fioravanti, war beeindruckt und veranlasste die Veröffentlichung des Titels durch Roxbury Records.
Die Aufnahme wurde nach ihrer Veröffentlichung im Frühjahr 1974 fast zwei Millionen Mal verkauft. Sie wurde Nr. 1 in den amerikanischen R&B Charts und Nummer 4 in den Billboard Hot 100 Charts. Be Thankful for What You Got wurde später etliche Male gesampelt und gecovert, unter anderem durch Massive Attack und mehrere Rap-Künstler.
Kurze Zeit nach dem ersten Hit-Erfolg veröffentlichte DeVaughn ein Album. Seine zweite Single, Blood Is Thicker Than Water, erreichte die Top Ten der US-R&B-Charts. Kurze Zeit später zog sich DeVaughn aus dem Musikgeschäft zurück. 1980 erreichte er jedoch noch einmal die Hitlisten mit dem Titel Figures Can’t Calculate. Im Jahre 2004 veröffentlichte er die Single I Came Back auf seinem eigenen Label Mighty Two Diamond Records.

## Diskografie

### Studioalben
| Jahr | Titel                        | Höchstplatzierung, Gesamtwochen, AuszeichnungChartplatzierungen (Jahr, Titel, Platzierungen, Wochen, Auszeichnungen, Anmerkungen) | Höchstplatzierung, Gesamtwochen, AuszeichnungChartplatzierungen (Jahr, Titel, Platzierungen, Wochen, Auszeichnungen, Anmerkungen) | Anmerkungen                |
| Jahr | Titel                        | UK | US | Anmerkungen                |
| ---- | ---------------------------- | --- | --- | -------------------------- |
| 1974 | Be Thankful for What You Got | — | US165 (11 Wo.)US | Erstveröffentlichung: 1974 |

Weitere Alben
- 1980: Figures Can’t Calculate
- 2008: Time Will Stand Still

### Singles
| Jahr | Titel Album                                              | Höchstplatzierung, Gesamtwochen, AuszeichnungChartplatzierungen (Jahr, Titel, Album, Platzierungen, Wochen, Auszeichnungen, Anmerkungen) | Höchstplatzierung, Gesamtwochen, AuszeichnungChartplatzierungen (Jahr, Titel, Album, Platzierungen, Wochen, Auszeichnungen, Anmerkungen) | Anmerkungen                       |
| Jahr | Titel Album                                              | UK | US | Anmerkungen                       |
| ---- | -------------------------------------------------------- | --- | --- | --------------------------------- |
| 1974 | Be Thankful for What You Got                             | UK31 (10 Wo.)UK | US4 Gold · (18 Wo.)US | Erstveröffentlichung: März 1974   |
| 1974 | Blood is Thicker than Water Be Thankful for What You Got | — | US43 (9 Wo.)US | Erstveröffentlichung: August 1974 |